# Червински Жаба
Червински Жаба оригинални назив (пољ. WWS-2 "Żaba") је једноседи клизач (ваздухопловна једрилица) направљена 1937. године од дрвета и платна, намењена почетној обуци и тренажи једриличара.

## Пројектовање и развој
Школску једрилицу-клизач "Жаба" пројектовао је инж. Васлав Червински са циљем да замени клизач Врану која се до тада користила у једриличарским школама. Прототип је први пут полетео у пролеће 1937. године а направила га је Wojskowe Warsztaty Szybowcowe (WWS) из Кракова. Тестирање прототипа је било веома успешно и ускоро је почела њена серијска производња. "Жаба" је брзо нашла примену у школама летења у Пољској.
Уочени недостаци при коришћењу клизача "Жаба" отклоњени су током 1937. године (мања побољшања структуре). Овако модифицирани клизач је добио назив "Жаба II". Његова производња је почела већ 1938. године. Паралелно са производњом 1938. године вршено је даље побољшање клизача "Жабе" а та побољшана верзија добила је назив Жаба II бис.
Васлав Червински је 1942. за време свог избеглиштва у Канади на основу свог сећања реконструисао документацију једрилице ВВС-2 "Жаба". Два примерака су направљена под ознаком CWA ”Wren”.

### Технички опис
WWS-2 Žaba је клизач састављена од крила, решеткастог трупа и репа. Крило је постављено на горњој ивици трупа тако да је ова летелица класификована као висококрилни моноплан. На почетку трупа, (који је дрвена решеткаста конструкција састављена од две греда спојене међусобно упорницама) се налази седиште пилота а на крају вертикални стабилизатор репа. Пилот нема кабину него седи на отвореном. На горњој греди трупа су причвршћени крило и хоризонтални стабилизатор а за доњу греду је причвршћен клизач у облику греде од пуног дрвета.
Крило је равно, правоугаоног облика и има класичну дрвену конструкцију са две рамењаче. Предња ивица крила је направљена у облику дрвене кутије обложене шпером (дрвеном лепенком) а остали део крила је обложен импрегнираним платном. Крило је са доње стране ослоњено на труп са по два пара косих упорница. Управљачки механизам летелице је челичним сајлама повезен са извршним органима, кормилима и крилцима.
Конструкција хоризонталног и вертикалног стабилизатора као и кормила били су изведени као и крило. Хоризонтални стабилизатори су као и крила подупирачима били ослоњени на вертикални стабилизатор. Кормила висине и правца су имала дрвену конструкцију обложену импрегнираним платном. Додатно учвршчивање везе између предњег дела трупа и крила са репом се постигло затезачима од челичних жица. Стајни трап се састоји од дрвене скије која је предњим делом везана за кљун једрилице а крај је уљно-опружним амортизером везан за труп. Испод репа клизача налази се еластична дрљача. У циљу заштите пилота (обично су то почетници који чине разноразне грешке при слетању) направљено је ергономско седиште са ослонцем за главу. Једрилица је била опремљена радио пријемником како би инструктор са земље могао да врши корекције поступака ученика током лета.

### Варијанте једрилица
- WWS-2 Žaba - Оригинални пројект из 1937. године.
- WWS-2 Žaba II - Модификовани пројект из 1938. године.
- WWS-2 Žaba II bis - даље усавршавање пројекта Žaba II из 1938. године.

## Карактеристике
Карактеристике наведене овде се односе на клизач WWS-2 Žaba а према изворима
| Карактеристике | WWS-2 Žaba |
| -------------- | --- |
| Финеса         | 1 : 11 при брзини 54 km/h |
| Перформансе    | - максимална брзина km/h - минимална брзина 43 km/h - минимално пропадање 1,23 m/s при брзини 45 km/h                                                     |
| Димензије      | - размах крила 9,30m - дужина 5,45m - висина 1,65m - површина крила 13,80m2 - аеропрофил крила Gö 365 - виткост 6,3 - макс. оптеречење крила; 11,96 kg/m2 |
| Маса           | - сопствена 85 kg - носивост 79 kg - полетна 164 kg - водени баланс; нема                                                                                 |

## Оперативно коришћење
Једрилице клизачи су биле веома једноставне за коришћење, лаке за производњу и одржавање па када се на то дода ниска цена, није чудо што је ова једрилица била веома распрострањена по целој Европи у периоду 30.тих година двадесетог века. Као погон за њу је употребљавана праћка а коришћена је за почетну обуку једриличара. Више од 80 "Жаба" произведено је у WWS-у, а преко 70 "Жаба 2" у LWL-у, укупно око 150 једрилица "Жаба" користиле су Државне школе једрења у Пољској. Скоро све су уништене септембра 1939. године током напада Немачке на Пољску. Два примерка је преузела совјетска авијација из Љвовског Аеро Клуба. Осим Пољске, "Жаба" је произведена 1940. године и у Југославији у једном примерку.
Један примерак овог клизача који је сачуван у току рата је после рата пребачен у Институт за једрење. Након обнове и оспособљавања за лет, коришћен је за техничке летове за упоређивање са својствима новог ИС-3 АБЦ клизача који је изграђен у Биелску. Коришћен је од марта 1947. до јануара 1950. Јула 1964. године предат је збирци Музеја ваздухопловства и астронаутике у Кракову.

## Сачувани примерци
У Пољској је рат преживела само једна WWS-2 Žaba. Након рата је обновљена у Институту за једрење у Биелско-Биаłа, а затим је коришћена за летачке тестове. Тренутно, са регистрацијским бројем SP-167, je изложена у Пољском музеју ваздухопловства у Кракову.

## Земље које су користиле ову једрилицу
- Пољска
- Краљевина Југославија
- Трећи рајх
- СССР